# Amphoe Uthai
Amphoe Uthai (Thai: อำเภอ อุทัย, Aussprache: ʔāmpʰɤ̄ː ʔù.tʰāj) ist ein Landkreis (Amphoe – Verwaltungs-Distrikt) im östlichen Teil der Provinz Ayutthaya („Provinz Phra Nakhon Si Ayutthaya“). Die Provinz Ayutthaya liegt in der Zentralregion von Thailand.

## Geographie
Benachbarte Landkreise (von Norden im Uhrzeigersinn): Amphoe Nakhon Luang und Phachi der Provinz Ayutthaya, Amphoe Nong Khae der Provinz Saraburi sowie die Amphoe Wang Noi, Bang Pa-in und Phra Nakhon Si Ayutthaya wiederum aus der Provinz Ayutthaya.

## Geschichte
In der Vergangenheit hieß dieser Landkreis zunächst Uthai Yai, er wurde 1916 jedoch in Uthai umbenannt.
Bevor das Königreich Ayutthaya 1767 von den Burmesen zerstört wurde, führte Phraya Wachira Prakan (der spätere König Taksin) eine kleine Gruppe Soldaten auf einem Feldzug gegen die Burmesen im Osten. Er konnte ungestört an den burmesischen Truppen vorbei bis zu der Gegend des heutigen Uthai gelangen. Da er am Morgen hier ankam, nannte er den Landstrich Uthai, was aufgehende Sonne bedeutet.

## Verwaltungsgliederung

### Provinzverwaltung
Der Landkreis Uthai ist in elf Tambon („Unterbezirke“ oder „Gemeinden“) eingeteilt, die sich weiter in 111 Muban („Dörfer“) unterteilen.
| Nr. | Name          | Thai     | Muban | Einw. |
| --- | ------------- | -------- | ----- | ----- |
| 1.  | Khan Ham      | คานหาม   | 13    | 6.638 |
| 2.  | Ban Chang     | บ้านช้าง   | 07    | 2.306 |
| 3.  | Sam Bandit    | สามบัณฑิต  | 10    | 4.317 |
| 4.  | Ban Hip       | บ้านหีบ    | 12    | 3.695 |
| 5.  | Nong Mai Sung | หนองไม้ซุง | 09    | 2.941 |
| 6.  | Uthai         | อุทัย      | 13    | 9.604 |
| 7.  | Sena          | เสนา     | 06    | 2.997 |
| 8.  | Nong Nam Som  | หนองน้ำส้ม | 07    | 2.733 |
| 9.  | Pho Sao Han   | โพสาวหาญ | 08    | 3.995 |
| 10. | Thanu         | ธนู       | 12    | 5.430 |
| 11. | Khao Mao      | ข้าวเม่า   | 14    | 4.578 |

### Lokalverwaltung
Es gibt eine Kommune mit „Kleinstadt“-Status (Thesaban Tambon) im Landkreis:
- Uthai (Thai: เทศบาลตำบลอุทัย) bestehend aus Teilen des Tambon Uthai.

Außerdem gibt es elf „Tambon-Verwaltungsorganisationen“ (องค์การบริหารส่วนตำบล – Tambon Administrative Organizations, TAO)
- Khan Ham (Thai: องค์การบริหารส่วนตำบลคานหาม) bestehend aus dem kompletten Tambon Khan Ham.
- Ban Chang (Thai: องค์การบริหารส่วนตำบลบ้านช้าง) bestehend aus dem kompletten Tambon Ban Chang.
- Sam Bandit (Thai: องค์การบริหารส่วนตำบลสามบัณฑิต) bestehend aus dem kompletten Tambon Sam Bandit.
- Ban Hip (Thai: องค์การบริหารส่วนตำบลบ้านหีบ) bestehend aus dem kompletten Tambon Ban Hip.
- Nong Mai Sung (Thai: องค์การบริหารส่วนตำบลหนองไม้ซุง) bestehend aus dem kompletten Tambon Nong Mai Sung.
- Uthai (Thai: องค์การบริหารส่วนตำบลอุทัย) bestehend aus Teilen des Tambon Uthai.
- Sena (Thai: องค์การบริหารส่วนตำบลเสนา) bestehend aus dem kompletten Tambon Sena.
- Nong Nam Som (Thai: องค์การบริหารส่วนตำบลหนองน้ำส้ม) bestehend aus dem kompletten Tambon Nong Nam Som.
- Pho Sao Han (Thai: องค์การบริหารส่วนตำบลโพสาวหาญ) bestehend aus dem kompletten Tambon Pho Sao Han.
- Thanu (Thai: องค์การบริหารส่วนตำบลธนู) bestehend aus dem kompletten Tambon Thanu.
- Khao Mao (Thai: องค์การบริหารส่วนตำบลข้าวเม่า) bestehend aus dem kompletten Tambon Khao Mao.